# Vignette automobile
Pour les articles homonymes, voir Vignette.

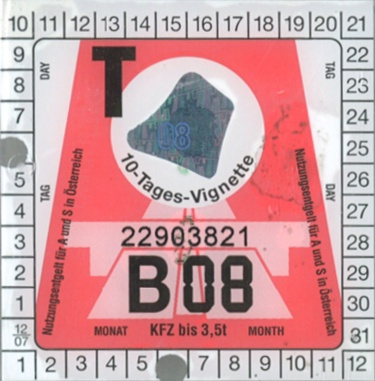
Vignette autrichienne.

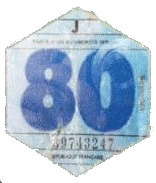
Vignette française de 1980.

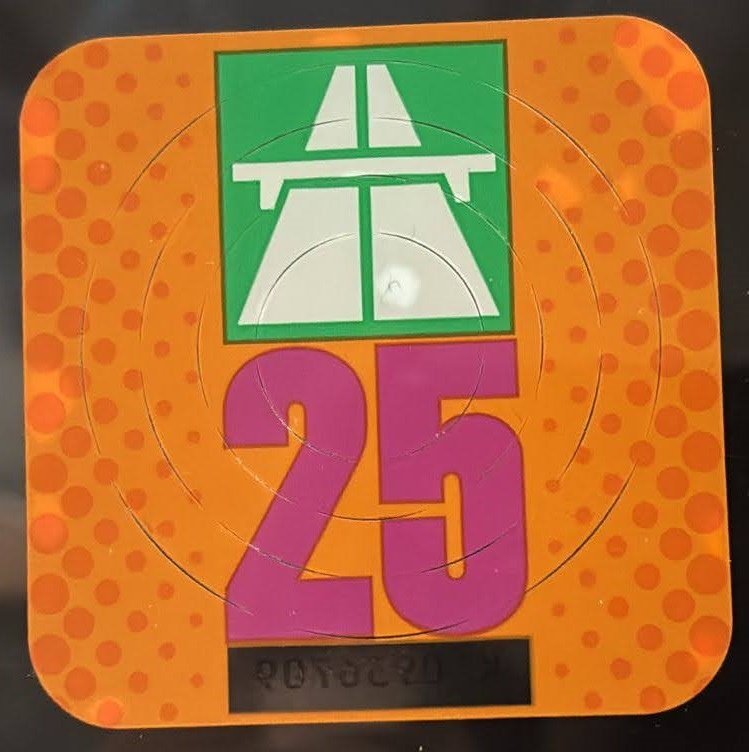
Vignette autoroutière pour l'utilisation des autoroutes suisses pour 2025 (1er décembre 2024 - 31 janvier 2026).

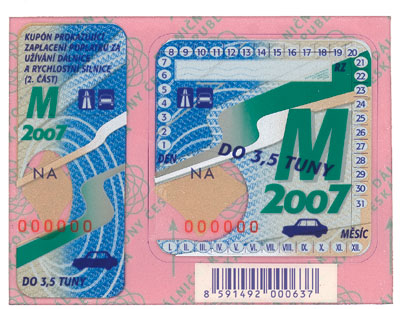
Vignette tchèque.

La vignette automobile est un impôt annuel sur les véhicules en circulation sur toutes routes ou sur certaines seulement (autoroute), qui se traduit par l'obligation d'acheter et d'apposer l'élément matérialisant spécialement ce paiement fiscal, ou « vignette », sur le pare-brise de chaque véhicule assujetti. La vignette peut aussi être dématérialisée par des moyens numériques.
Les pays qui utilisent  des vignettes numérique dématérialisées sont la Slovaquie, l'Autriche, la République tchèque, le Maroc, la Bulgarie, la Hongrie et la Slovénie.
Dans certains pays européens, l'eurovignette peut être substituée par une forme de redevance poids lourds liée aux prestations dans laquelle le poids lourd n'est pas taxé de manière forfaitaire, mais proportionnellement à la distance parcourue ou à la durée du trajet. Toutefois selon les directives européennes, ces deux systèmes de taxation sont mutuellement exclusifs pour une section de route donnée.

## Autriche
En Autriche, une vignette valable dix jours (9 €), deux mois (25,20 €) ou un an (87,30 €) autorise la circulation sur autoroute.

## France
La vignette automobile française fut instituée en 1956 par Guy Mollet afin de financer les retraites et supprimée en 2001. 
La vignette moto instaurée en 1979 disparut en juin 1981 à la suite de manifestations de motards en colère.

## Suisse
En Suisse une vignette autoroutière annuelle coûtant 40 francs suisses autorise la circulation sur les autoroutes suisses, elle institue en outre un impôt direct sur le transit étranger et l'exploitation suisse d'un véhicule poids-lourds, la Redevance poids lourds liée aux prestations (RPLP). Depuis le 1er décembre 2023, la vignette est disponible également en version électronique (e-vignette), via www.e-vignette.ch sur le "Portal Via" de l'Office fédéral de la douane et de la sécurité des frontières (OFDF). 
Le 26 février 1984, le peuple suisse accepte à 53% des voix le principe d’une redevance sur l’utilisation des autoroutes nationales, sous la forme d’une vignette annuelle. Cette vignette, prévue à l'origine pour 10 ans, entre officiellement en vigueur le 1er janvier 1985. Son prix s’élève à 30 francs. Au terme des 10 ans, le Conseil fédéral exprime son désir de pérenniser cette taxe, et lance une votation. En février 1994, les Suisses acceptent cette prorogation à 68,5% des voix. Dès 1995, le prix de la vignette est de 40 francs.
En 2013, le peuple suisse a refusé par référendum l'augmentation de la vignette de 40 CHF à 100 CHF. Ce système pourrait être remplacé par un enregistrement électronique de la plaque d'immatriculation.
Roland Hirter est le graphiste qui a conçu la première vignette en 1984 à la suite d'un appel d'offres où il a proposé deux modèles qui sont arrivés aux deux premières places. En 1984, le Département fédéral des finances, alors dirigé par Otto Stich, a demandé à vingt graphistes de présenter des projets de vignette autoroutière. Chaque graphiste pouvait soumettre trois propositions. 51 projets ont été remis au total. Ce dessin avec une autoroute et les deux chiffres de l'année n'a que peu changé au cours des 38 années suivantes. Il a seulement été complété par un motif d’arrière-plan depuis 2006, afin de rendre les contrefaçons plus difficiles. Il s'est inspiré de son expérience dans la création de timbre, où l'on ne met que ce qu'il faut. Son fils, Thomas Hirter, également graphiste, a conçu le dessin de la vignette électronique, mise en circulation dès le 1er décembre 2023 pour l'année 2024,.

## Tchéquie
Pour les véhicules à moteur d'un poids inférieur à 3,5 tonnes, les autoroutes tchèques (en 2016 seules certaines autoroutes sont concernées) sont sujettes à des frais d'accès sous la forme d'une vignette de péage temporelle (en tchèque : dálniční známka ou en tchèque : dálniční kupón), en 2016 valide dix jours (310 CZK), un mois (440 CZK) et une année (1 500 CZK). En outre elle institue  un impôt direct sur l'usage des véhicules professionnels.
Les exemptions sont les suivantes:
- autoroute D1 Kývalka – Brno, Brno – Holubice (sortie 182 – 210 ; 28 km)
- autoroute D3 Mezno – Čekanice (sortie 76 – 79, 3 km)
- autoroute D6 Jesenice – Cheb, sever (sortie 162 – 169, 7 km)
- autoroute D10 Mladá Boleslav, Bezděčín – Mladá Boleslav (sortie 39 – 46, 7 km)

À partir du 1er janvier 2007, un nouveau système de péage électronique, c'est-à-dire un péage à distance pour les véhicules qui excèdent 12 tonnes, a été introduit pour les autoroutes et certaines routes de première classe (silnice první třídy), au total 200 km. Depuis le 1er janvier 2010, cela s'applique aussi aux véhicules de plus de 3,5 tonnes.
Un débat public est en cours sur la mise en place du péage électronique pour tous les véhicules et pour toutes les voitures.
Le prestataire du service de vignette électronique sur la période 2021-2024, d'une durée de quatre années, est Asseco Central Europe, qui commercialisera ce service d'accès motorisé aux routes par e-shop et application mobile.

## Bulgarie
Depuis le 1er janvier 2019, un nouveau système de vignette électronique a été introduit sur les routes bulgares. Les prix sont : 1 semaine = 7,69 euros, 1 mois = 15,38 euros, 3 mois = 27,69 euros

## Hongrie
Depuis le 1er octobre 2008 un nouveau système de vignette électronique a été introduit sur les routes hongroises[réf. nécessaire].

## Vignette poids lourds
La vignette poids lourds est une vignette spécifique pour les véhicules avec une masse supérieure à 3,5 tonnes.
En 2023, neuf États européens avaient une vignette pour les poids lourds : Danemark, Estonie, Lettonie, Lituanie, Luxembourg, Pays-Bas, Roumanie, Royaume-Uni et Suède.
En 2022, le Parlement européen adopte la directive « Eurovignette ». La vignette doit disparaître d'ici 2030 pour être remplacée par une redevance poids lourds, se basant sur les kilomètres réellement parcourus, sauf si les États membres « peuvent prouver que son abandon entraînerait une baisse importante des rentrées d’argent ».